# Szapáry-fürdő
A Szapáry-fürdő (románul: Băile „Szapary”) vagy Neptun-fürdő (románul: Băile „Neptun”) nevezetes épület a Bánságban, Herkulesfürdőn. Ismertségét évtizedek óta tartó romlásának köszönheti, 2022-ben „elnyerte” Európa 7 legveszélyeztetettebb nevezetességei egyikének címét.

## Története
Herkulesfürdő korábbi gyógyforrások alapjain az Osztrák–Magyar Monarchia idején, a 19. század második felében kiépülő üdülőváros volt. Ekkoriban, 1883 és 1886, más források szerint 1885 és 1887 között épült fel a Szapáry-fürdő is. Tervezője a neves magyar banképítész, a budapesti Vajdahunyad várát is megálmodó Alpár Ignác volt. Az épület francia neoreneszánsz stílusban épült fel. Jelentős helynek számított a maga korában, többek között I. Ferenc József magyar király és felesége, Wittelsbach Erzsébet magyar királyné („Sissy”) is megfordult benne.
Erdély 1920 után Romániához került. Már a két világháború közötti időszakban elindult Herkulesfürdő román fürdővárossá alakítása, számos újabb építkezéssel. A magyar emlékek elhanyagolása is ekkor kezdődött, és egy napjainkig tartó folyamatról lehet beszélni.
Az épület műemléki védelem alatt áll, a felújítására irányuló kísérletek azonban évek óta akadályokba ütköznek. Az épület Herkulesfürdő város tulajdona, a telken viszont két magánszemély osztozik, akik nem támogatták a felújítási munkálatokat. A hosszas elhanyagolás következményeként 2019-ben az épület főkupolája beomlott.
A nemzetközi műemlékvédelemmel foglalkozó Herculane Project civilszervezet 2022-ben az épületet Európa 7 legveszélyeztetettebb nevezetességei közé sorolta. Prof. Dr. Hermann Parzinger, az Europa Nostra ügyvezető elnöke így fogalmazott: „Ezeket a nevezetességeket a nemtörődömség, a tervezett lebontások, a nem megfelelő településfejlesztés, a természeti katasztrófák hatása vagy a pénzhiány fenyegeti. A lista közzétételével szolidaritásunkat és támogatásunkat fejezzük ki a helyi közösségek és az örökségvédelmi aktivisták felé, akik igyekeznek megmenteni őket az eltűnéstől.”

## Képek

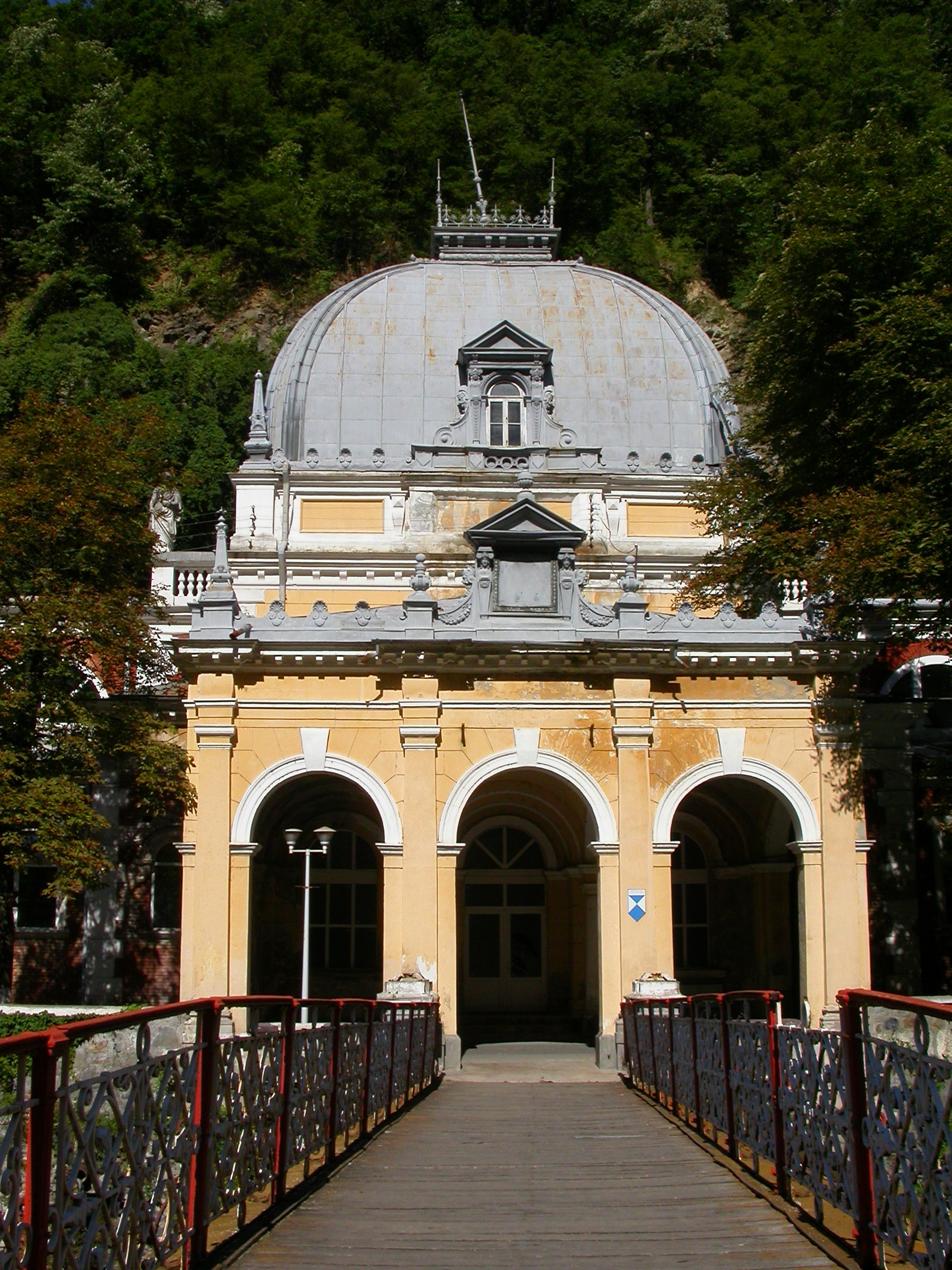
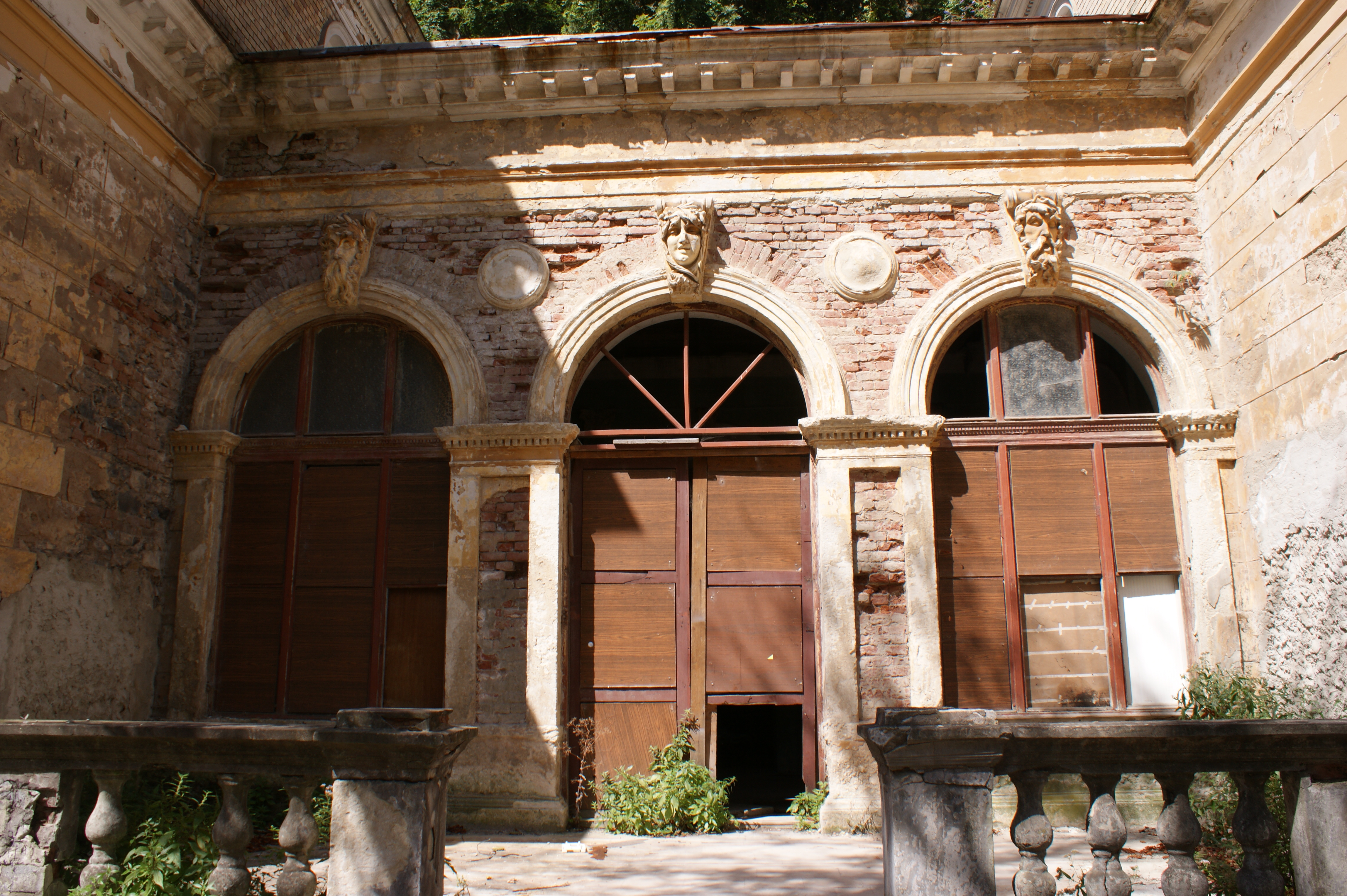
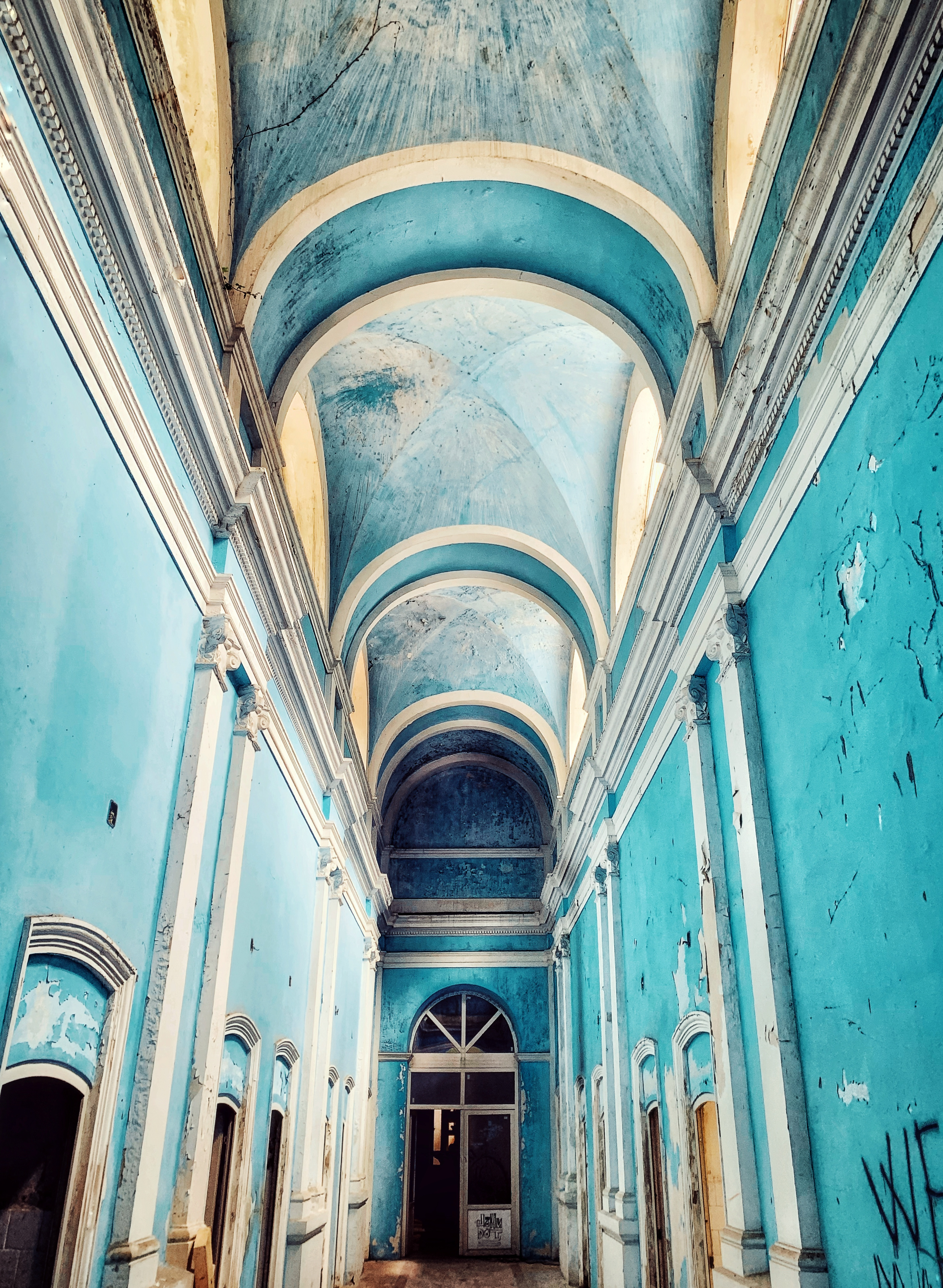
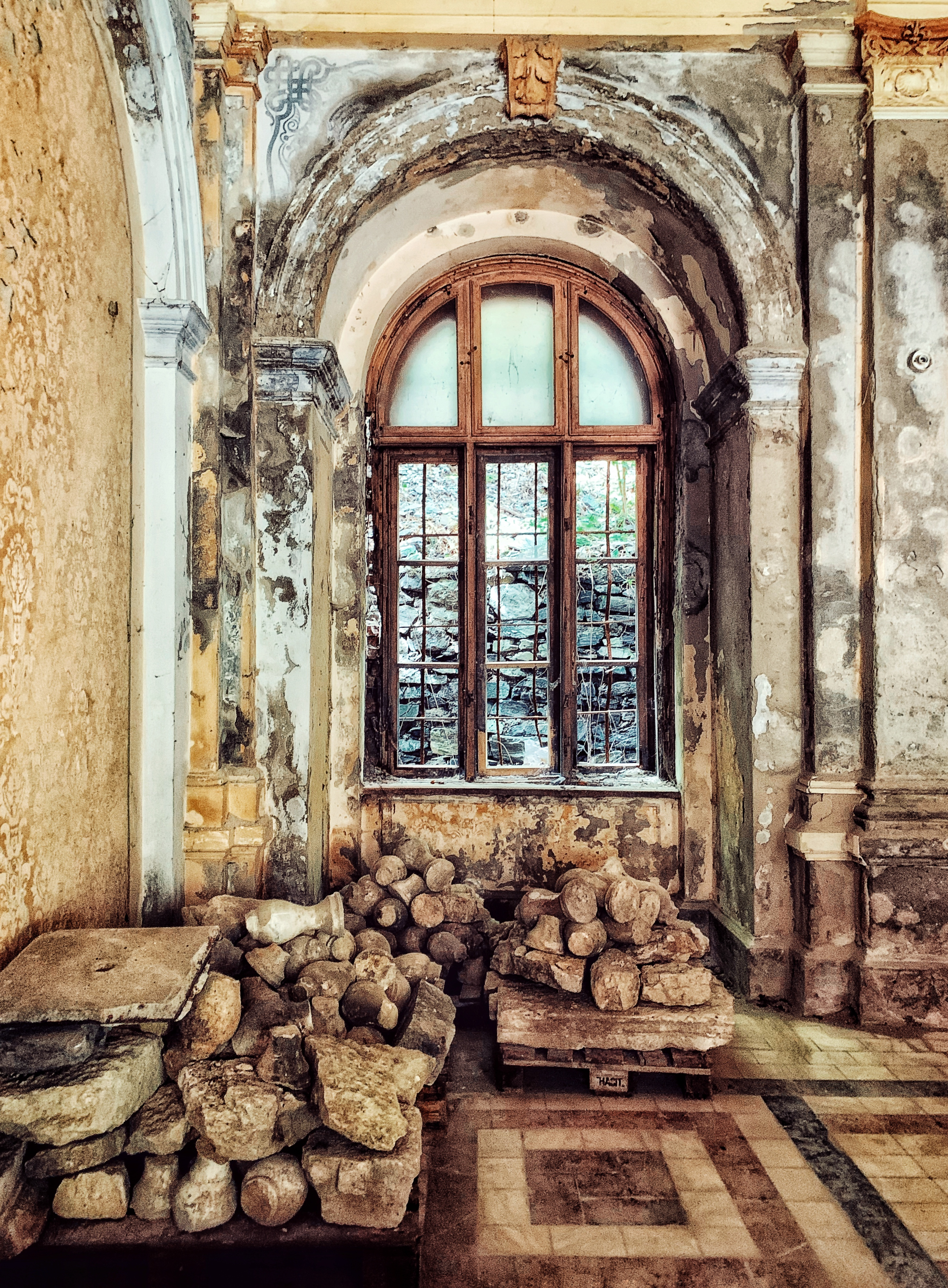
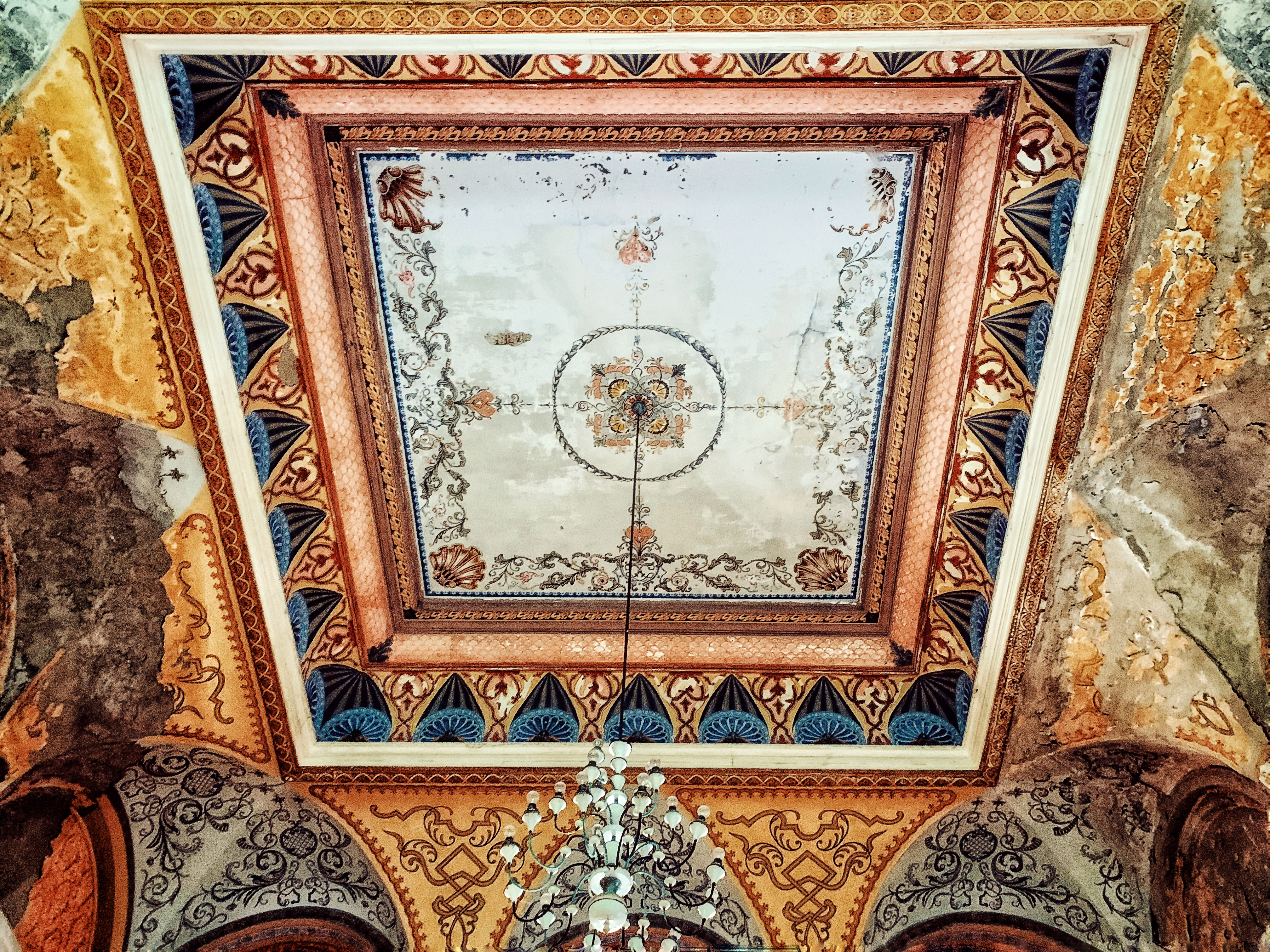